# برنان
برنان (به عربی: برنان) یک روستا در سوریه است که در ناحیه سنجار واقع شده‌است. برنان ۲۵۳ نفر جمعیت دارد.